# Meteorologische Navigation
Die Meteorologische Navigation umfasst alle Methoden, um einen Flug (insbesondere einen Langstreckenflug) den herrschenden Wind- und Wetterbedingungen möglichst gut anzupassen.
Wichtige Teilaufgaben sind:
1. die Bestimmung der Abdrift durch die wechselnden Seitenwinde,
2. die Vorausberechnung der Seiten- und Gegenwinde, um eine günstige Flugroute zwischen den unterwegs anzutreffenden Hoch- und Tiefdruckgebieten planen zu können:
3. im Idealfall eine Minimum Time Route
4. oder (auf wenig beflogenen Linien) die Methode des Single Heading Flight.
5. die Berücksichtigung des Jetstreams,
6. die Berücksichtigung der Gefahren von Gewitterfronten usw.

Die Aufgaben 2–5 werden fast ausschließlich von den Flugwetterdiensten größerer Flughäfen oder den Beratungsdiensten der Fluggesellschaften durchgeführt. Der einzelne Pilot hat aber die Möglichkeit, die Aufgaben 1, 2, 4 und 6 bordautonom durchzuführen.